# Іон (Евріпід)
«Іон» (дв-грец. Ἴων, Iōn) — трагедія давньогрецького драматурга Евріпіда, поставлена близько 412 року до н. е.
Іона була написана в роки укладення «Нікейського миру», не настільки сприятливого для афінян. Евріпід бажає підняти моральний дух своїх співвітчизників, рекламуючи Креусу як предка всіх іонійських племен. Вона є матір'ю Іони, і від неї народяться Дорос і Ахай. Поет зводить народження іонійської раси до бога, цим він певним чином виправдовує її бажання панувати.

## Дійові особи
- Іон
- Креуса
- Ксуф
- Афіна
- Гермес
- Старий дядько Креуса
- Піфія, дельфійська пророчиця
- Раб Креуса

## Сюжет
Дія п'єси відбувається в Дельфах. Креуса, яка мала від Аполлона сина Іону, покидає його на Акрополі. Гермес знайшов дитину і приніс її в Дельфи. Креуса вийшла заміж за Ксуфа, який об'єднався з афінянами і захопив владу. Пара залишається бездітною, і Ксутос відправляється в Дельфи, щоб отримати оракула, який сказав, що його син буде тим, кого він зустріне, виходячи з храму. Потім Іона слідує за Ксутосом до Афін. Креуса спочатку проти Іона, і організовує спробу отруїти його, але боги рятують його. З відкриттям Піфії його ненародженої дитини відбувається визнання матері та сина. З'являється Афіна і каже, що Іона є сином Аполлона, і просить посадити його на трон, пророкуючи при цьому народження Ахея і Дорос.

## Інформація про трагедію
З початку 420-х рр. до н. е. можна відзначити одну особливість у творчості Евріпіда: він починає створювати п'єси з заплутаною фабулою, яка містить і змову. Такий драматургічний прийом, очевидно, мав на меті посилити сценічний вплив трагедії на глядачів. Прикладом подібної п'єси є «Іон», поставлений, ймовірніше за все, у 418 р. до н. е. Цей твір Евріпіда у порівнянні з іншими має ряд особливостей. Головним винуватцем розгортання драматичних подій в «Іоні» є Аполлон. Дія відбувається перед святилищем Бога в Дельфах. П'єса великою мірою має риси побутової драми, у якій мають місце і насилля над дівчиною, і підкинута дитина, і розпізнавання сина, коли він став вже дорослим.

## Думка критиків стосовно трагедії
Хоча «Іон» не є серед найшанованіших трагедій Евріпіда, але деякі критики називали його розповіді незвичайним в контексті грецької трагедії. У класичній літературі Спенсер Коул захищав аргумент іншого вченого: "самореферентних до такої міри, аналогів якому немає ніде в Евріпіда" і писав, що «Іон» був роботою, у якій трагік буде до інноваційної діяльності найочевиднішим.

## Крилаті вислови
- «Ніколи не довіряй жінці, навіть якщо вона говорить правду»
- «Той кращий пророк, хто передбачає хороше»
- «Життя наше є боротьба»
- «Справжня мужність — обережність»
- «Немає гіршого зла ніж погана жінка і кращого добра ніж гарна»
- «Кого Юпітер бажає згубити, того позбавляє розуму» та інші.

## Переклад
- Роберт Поттер, 1781 — вірш: повний текст.
- Едвард П. Кольрідж, 1891 — проза.
- Артур S. до речі, 1912 — вірш.
- Х. Д., 1937 — й вірш.
- Філіп Vellacott, 1954 — вірш.
- Рональд Уїллетс Фредерік 1958, — вірш.
- Девід Лан 1994, — * Підлогу Рош, 1998 — вірш.
- Давид Ковач, 1999 — проза.
- Майк Поултон, 2004.
- Джордж Theodoridis, 2006 — проза: повний текст.